# NGC 4615
NGC 4615 في الفهرس العام الجديد، هي مجرة، تقع في كوكبة الهلبة. اكتشفت في 9 مايو 1864 بواسطة هاينريش لويس دريست.

## روابط خارجية
- NGC 4615 على موقع ويكي سكاي: DSS2, SDSS, GALEX, IRAS, Hydrogen α, X-Ray, Astrophoto, Sky Map, Articles and images